# F.Scott Fitzgerald's Way Of Love
《F.Scott Fitzgerald's Way Of Love》는 대한민국의 음악 그룹 2AM의 두 번째 미니 음반이다.

## 수록곡
- 1. 내꺼였는데
  2. 너도 나처럼
  3. 추억 다 지워
  4. 1초만 더
  5. 잘 이별하기
  6. 사랑해 사랑해